# Son of Rambow
Son of Rambow är en brittisk drama-komedifilm från 2007. Filmen är regisserad av Garth Jennings, som även skrivit manus.
Filmen premiärvisades på Sundance Film Festival den 22 januari 2007 och hade biopremiär i Sverige den 12 september 2008.

## Handling
Filmen handlar om Will Proudfoot, en mycket väluppfostrad liten pojke. Hans familj lever efter Plymouthbrödraskapets övertygelse, en sekt med stränga regler. Will har aldrig fått se på TV eller film tills den dagen då han möter Lee Carter, skolans värsting. Lee lyckas övertala Will att hjälpa honom att spela in en film som han tänker skicka in till en filmtävling. Under inspelningens gång blir pojkarna mycket goda vänner trots Lees lite trotsande och krävande personlighet. Mycket tack vare Wills snälla, vänliga och hjälpsamma värderingar.

## Rollista (i urval)
- Bill Milner – Will Proudfoot
- Will Poulter – Lee Carter
- Ed Westwick – Lawrence Carter
- Jules Sitruk – Didier Revol
- Jessica Stevenson – Mary Proudfoot
- Neil Dudgeon – Broder Joshua